# 江西省统计局
江西省统计局是中华人民共和国江西省人民政府的直属机构。

## 相关机构[1]

### 行政单位
- （一）办公室
- （二）人事教育处
- （三）财务处
- （四）机关党委
- （五）统计执法监督局(法规处)
- （六）国民经济综合统计处
- （七）国民经济核算处
- （八）服务业统计处
- （九）工业统计处
- （十）能源统计处
- （十一）农业统计处
- （十二）固定资产投资统计处
- （十三）贸易外经统计处
- （十四）人口和就业统计处
- （十五）社会科技和文化产业统计处
- （十六）设计管理与三新统计处

### 事业单位
- （一）普查中心
- （二）机关后勤服务中心
- （三）计算中心
- （四）培训中心
- （五）统计科研所
- （六）江西省社情民意调查中心（信息咨询中心）
- （七）信息科技学校